# Kathryn Beck
Kathryn Beck (Brisbane, 1 de marzo de 1986) es una actriz australiana, más conocida por haber interpretado a Lizzy Dellora en la serie East of Everything.

## Biografía
Tien una hermana y dos hermanos mayores.

## Carrera
Apareció para una campaña de KFC llamada "Twister".
En 2007 apareció como invitada en la popular y aclamada serie australiana Home and Away, donde interpretó a la joven Lily Nelson, hasta ese mismo año. En 2008 se unió al elenco principal de la serie East of Everything, donde interpretó a Lizzy Dellora hasta el final de la serie en 2009. En 2009 apareció como invitada en un episodio de la popular serie australiana All Saints, donde dio vida a Marina Reade.
El 7 de octubre de 2013, se unió al elenco recurrente de la serie australiana Neighbours, donde interpretó a Gemma "Gemfish" Reeves. hasta el 10 de enero de 2014. Ese mismo año se anunció que aparecería en la segunda temporada de la serie Wentworth, que fue estrenada en 2014. En 2016 se unió al elenco de la película Brock, donde interpretó a Ruth Brock.

## Filmografía

### Series de televisión
| Año         | Serie                                 | Personaje     | Notas                         |
| ----------- | ------------------------------------- | ------------- | ----------------------------- |
| 2014        | Wentworth                             | Sky Pierson   | 12 episodios                  |
| 2013 - 2014 | Neighbours                            | Gemma Reeves  | 15 episodios                  |
| 2013        | Power Games: The Packer-Murdoch Story | Anoushka      | 2 episodios - miniserie       |
| 2013        | Camp                                  | Veronique     | episodio "CIT Overnight"      |
| 2012        | Puberty Blues                         | Ginny         | episodio # 1.4                |
| 2008 - 2009 | East of Everything                    | Lizzy Dellora | 13 episodios                  |
| 2009        | All Saints                            | Marina Reade  | episodio "On Second Thoughts" |
| 2007        | Chandon Pictures                      | Sherbert      | episodio "Cousins"            |
| 2007        | Home and Away                         | Lily Nelson   | 4 episodios                   |

### Películas
| Año  | Película                              | Personaje        | Notas                                                                                               |
| ---- | ------------------------------------- | ---------------- | --------------------------------------------------------------------------------------------------- |
| 2016 | Brock                                 | Ruth Brock       | junto a Matthew Le Nevez, Ella Scott Lynch, Brendan Cowell, Natalie Bassingthwaighte y Steve Bisley |
| 2014 | Super Awesome!                        | Paige Starr      | junto a Guy Edmonds, Matt Zeremes, Simon Burke, Rob Carlton, Annie Maynard & Brett Stiller          |
| 2013 | First Date                            | -                | junto a Angus King                                                                                  |
| 2013 | These Final Hours                     | Vicky            | junto a Nathan Phillips, Sarah Snook, Daniel Henshall, Jessica De Gouw & Lynette Curran             |
| 2013 | Kite                                  | Sara             | corto - junto a Natasha Bassett, Dee Smart & Charlie Hancock                                        |
| 2012 | The Adventures of Scooter the Penguin | Darling Starling | junto a Jay Freeman, Harry Cason, Melanie Collucci & Melanie Darling                                |
| 2012 | Not Suitable for Children             | Becky Kincaid    | junto a Ryan Kwanten, Sarah Snook, Ryan Corr, Bojana Novakovic, Susan Prior & Lewis Fitz-Gerald     |
| 2012 | Love Untitled                         | -                | corto - junto a Kipan Rothbury                                                                      |
| 2011 | Burning Man                           | Marti            | junto a Matthew Goode, Bojana Novakovic, Essie Davis, Rachel Griffiths & Anthony Hayes              |
| 2011 | The Little Things                     | Dee O'Keefe      | junto a Chris Hillier, Tim Boyle, Marea Lambert Barker & Cleo Massey                                |
| 2011 | Collision                             | Mia              | corto - junto a Scott Marcus, Craig Behenna, Rachel Jones & Sara West                               |
| 2010 | Falling Fowl                          | Stephine Fowl    | corto - junto a Helmut Bakaitis & Benjamin Mathews                                                  |
| 2010 | The Improbable Existence of Lily Bell | Lily             | corto - junto a Ryan Oliver Gelbart                                                                 |
| 2009 | Subdivision                           | Dale Kelly       | junto a Bruce Spence, Gary Sweet, Steve Bisley, Brooke Satchwell, Aaron Fa'aoso & John Batchelor    |
| 2009 | Benefit                               | Karina           | corto - junto a Roy Billing, Andrew Hazzard, Denise Roberts & Craig Walker                          |
| 2008 | Scorched                              | Emily Francia    | junto a Cameron Daddo, Rachael Carpani, Georgie Parker, Vince Colosimo, Les Hill & Libby Tanner     |
| 2005 | Mosaic                                | Joven Candice    | junto a Samantha Mackin, Aaron Catling, Nicholas G. Cooper, Jennifer Corren & Rachel Haines         |
| 2005 | Passive Smoker                        | Beth             | corto - junto a Kat Henry & Adrian Pudlyk                                                           |

### Apariciones
| Año  | Título               | Personaje | Notas      |
| ---- | -------------------- | --------- | ---------- |
| 2013 | Aim High in Creation | Sally     | documental |

### Teatro
| Año  | Obra      | Personaje | Director (a)      | Teatro              | Notas                                                             |
| ---- | --------- | --------- | ----------------- | ------------------- | ----------------------------------------------------------------- |
| 2012 | Babyteeth | -         | Eamon Flack       | Belvoir St. Theatre | junto a Russell Dykstra, Eamon Farren, Greg Stone & Sara West     |
| 2007 | King Tide | Beck      | Katherine Thomson | Griffin Theatre     | junto a Toni Scanlan, Russell Kiefel, Anita Hegh & Masa Yamaguchi |

## Premios y nominaciones
| Año  | Categoría                                              | Premio               | Película/Obra | Resultado |
| ---- | ------------------------------------------------------ | -------------------- | ------------- | --------- |
| 2009 | Best Guest or Supporting Actress in a Television Drama | AFI Award            | Scorched      | Nominada  |
| 2007 | Best Newcomer                                          | Sydney Theatre Award | King Tide     | Nominada  |